# I Cadmo
I Cadmo è stato un gruppo musicale di jazz rock italiano.

## Storia del gruppo
Il gruppo venne costituito ad Alghero nel 1973, ad opera di Antonello Salis (piano) Riccardo Lay (basso elettrico) e Mario Paliano (batteria).
Nell'Aprile del 1974  al Quadrivio di  Nuoro "aprirono" il concerto de Il Rovescio della Medaglia.
Nel 1975 il gruppo si spostò a Roma e incise il 33 giri "Boomerang", ottenendo l'apprezzamento della critica, in particolare di Franco Fayenz. A Roma i musicisti sardi entrarono in contatto con Massimo Urbani, Maurizio Giammarco, Tommaso Vittorini, Enzo Pietropaoli e Roberto Gatto.
Nel 1977 incisero il loro secondo disco, "Flying over Ortobene Mount on July Seventy-seven". Nacque un sodalizio artistico con Lester Bowie e l'Art Ensemble of Chicago. Entrò a far parte stabilmente del gruppo anche il sassofonista Sandro Satta.
Nel 1978 al gruppo de I Cadmo si aggiunse il trombonista Danilo Terenzi: divenuto un quintetto, mutò nome in G.R.A..

## Formazione

### Formazione originale
- Antonello Salis - pianoforte
- Riccardo Lay - contrabbasso
- Mario Paliano - batteria

### Elementi entrati a far parte della formazione successivamente
- Sandro Satta - sassofono
- Danilo Terenzi - trombone

## Discografia
- 1977 - Boomerang
- 1979 - Flying Over Ortobene